# Historia Augusta

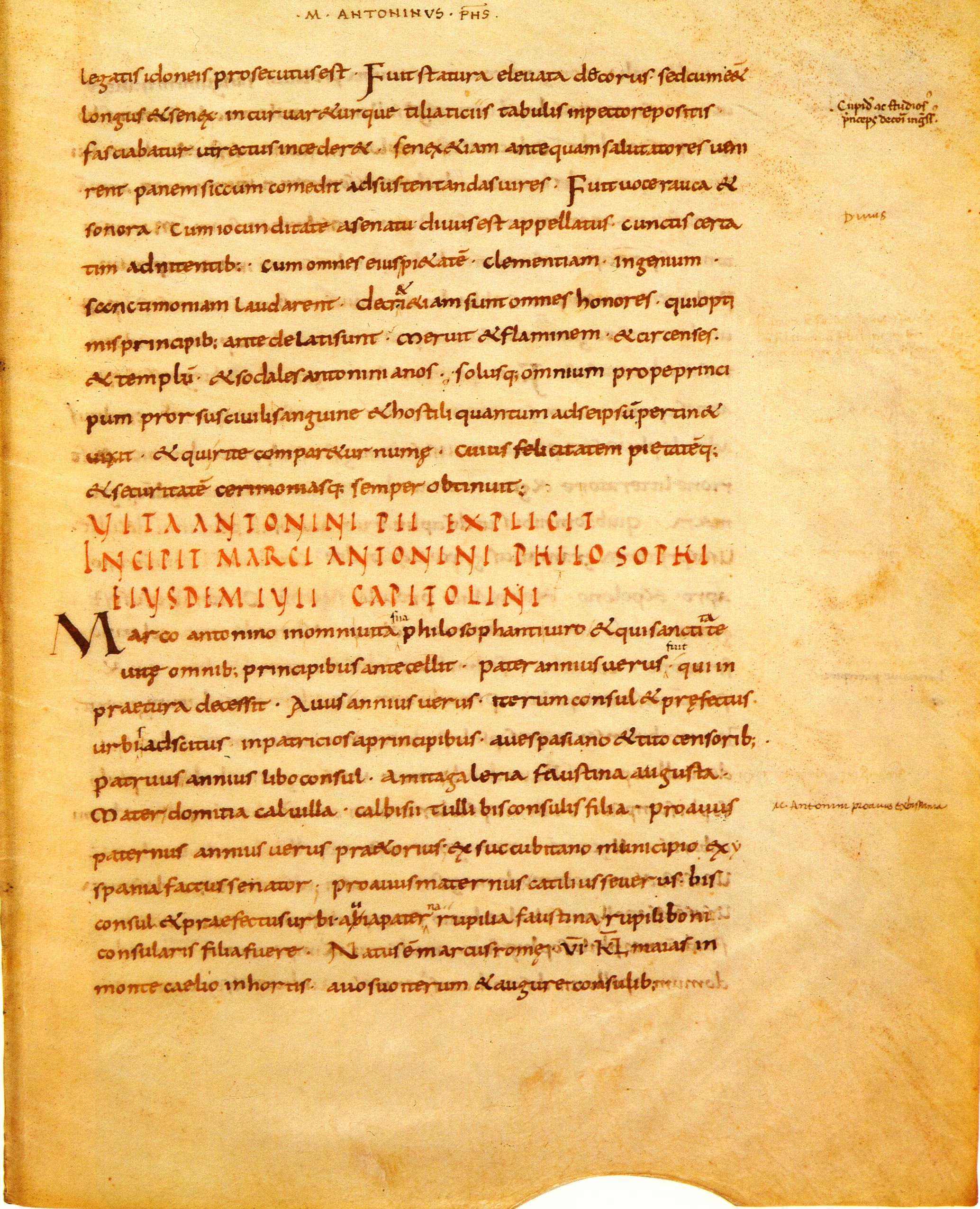
Die älteste Handschrift der Historia Augusta (1. Hälfte des 9. Jahrhunderts). Ende der Vita des Antoninus Pius und Anfang der Vita Mark Aurels. Oben Randnotiz Petrarcas, der die Handschrift entdeckte. Rom (Vatikanstadt), Biblioteca Apostolica Vaticana, Vaticanus Palatinus lat. 899, Fol. 19^{r}.

Die Historia Augusta (Kaisergeschichte, auch Scriptores Historiae Augustae; der ursprüngliche Titel ist nicht überliefert) ist eine auf Latein verfasste spätantike Sammlung von 30 Viten (Lebensbeschreibungen) römischer Kaiser und Usurpatoren für die Zeit von Hadrian bis Numerian/Carinus (117–284/85). Die Historia Augusta ist zum größten Teil, aber nicht vollständig überliefert.
Das Werk gibt sich als Sammlung von Kaiserbiographien aus, die von sechs verschiedenen Autoren in der Zeit um 300 verfasst worden seien. Die moderne Forschung hat jedoch plausibel machen können, dass die Verfassernamen fiktiv sind und die Historia Augusta von nur einem einzigen Autor, wahrscheinlich um 400 n. Chr., verfasst worden ist. Dieser anonyme Verfasser hat zahlreiche fiktive Elemente in die Viten eingeflochten und mehrere Ereignisse falsch dargestellt. Die große Mehrheit der Forscher akzeptiert diese Sichtweise heute. Zahlreiche Einzelfragen (so unter anderem Datierung, Absicht des Autors sowie seine Quellen) sind aber weiterhin Gegenstand der wissenschaftlichen Diskussion.
Als literarisches Werk von relativ bescheidener Qualität ist die Historia Augusta bei klassischen Philologen nur auf begrenztes Interesse gestoßen. Für die Erforschung der hohen Kaiserzeit gehört sie aber aufgrund des Mangels an literarischen Darstellungen für diese Periode zu den wichtigsten, wenngleich im Hinblick auf ihre Zuverlässigkeit umstrittensten historischen Quellen, was eine umfangreiche Forschungsliteratur und eine Reihe von ausschließlich der Historia Augusta gewidmeten Forschungskolloquien illustrieren. Trotz der Fragwürdigkeit bzw. nachweislichen Fehlerhaftigkeit vieler Angaben bietet das Werk auch zahlreiche glaubwürdige Informationen und stellt bei entsprechend vorsichtiger Nutzung eine wichtige Quelle für die hohe römische Kaiserzeit dar. Aber auch für das intellektuelle Klima seiner Entstehungszeit und die Vergangenheitsrezeption in der Spätantike ist der nach wie vor in Vielem rätselhafte Text ein wichtiges Zeugnis.

## Die Verfasserfrage
Als Verfasser der in der Historia Augusta (der Originaltitel ist unbekannt) zusammengefassten Viten werden in den Handschriften sechs ansonsten nicht belegte Autoren angegeben, die seit Casaubonus 1603 als die Scriptores Historiae Augustae („Verfasser der Kaisergeschichte“) bezeichnet werden:
- Aelius Spartianus
- Iulius Capitolinus
- Vulcacius Gallicanus
- Aelius Lampridius
- Trebellius Pollio
- Flavius Vopiscus

Die angeblichen Autoren geben vor, dass das Werk in der Zeit der Kaiser Diokletian und Konstantin entstanden sei. Bisweilen beziehen sie sich in den Viten sogar aufeinander, so Vopiscus auf Pollio. In Wirklichkeit wurden die Viten aber höchstwahrscheinlich deutlich später und von nur einer einzigen Person verfasst, wie schon Hermann Dessau 1889 in einem bahnbrechenden Aufsatz in der Fachzeitschrift Hermes vermutete, in dem Dessau zahlreiche Anachronismen aufdeckte und die Benutzung von Werken nachwies, die erst nach dem Tod Konstantins verfasst wurden. Dessaus Thesen wurden lange heftig diskutiert und von mehreren Fachgelehrten auch abgelehnt, während sich etwa Otto Seeck auf die Seite Dessaus stellte. Theodor Mommsen sprach sich schließlich für einen Mittelweg aus, indem er annahm, die Viten stammten zwar von verschiedenen Autoren, seien aber später von einem (inkompetenten) Redaktor bearbeitet worden. Noch Arnaldo Momigliano war bezüglich einer Datierung auf die Zeit um 400 skeptisch, da er eine Abfassung in konstantinischer Zeit für möglich hielt.
Dessaus Ansatz hat sich letztlich durchgesetzt und wird heute im Grundsatz von der großen Mehrzahl der Fachwissenschaftler akzeptiert. Großen Anteil daran hatte die an Dessau anschließende Forschung. Zu nennen sind unter anderem die Arbeiten von Ernst Hohl, Johannes Straub sowie von dem bedeutenden Althistoriker Ronald Syme, die sich intensiv mit der Historia Augusta beschäftigt haben.
Es ist allerdings nach wie vor offen, wer der Autor war bzw. welche Absicht er verfolgte. Diese Fragen stehen auch in Verbindung mit der problematischen Datierung der Historia Augusta. Der unbekannte Autor stammte, wie unter anderem seine senatsfreundliche Haltung zeigt, sehr wahrscheinlich aus dem stadtrömisch-senatorischen Umfeld, mit einem besonderen Interesse für die Stadtpräfekten von Rom. Er war offensichtlich literarisch-rhetorisch gebildet. Von den sechs angeblichen Autoren der Historia Augusta gibt nur Flavius Vopiscus etwas von seiner Person preis, wobei es freilich kaum möglich ist, daraus Rückschlüsse auf den tatsächlichen anonymen Verfasser zu ziehen. „Vopiscus“ gibt jedenfalls vor, ein Vertrauter des Stadtpräfekten von Rom, Iunius Tiberianus, gewesen zu sein. Zwei Personen dieses Namens haben in diokletianischer Zeit dieses Amt auch tatsächlich bekleidet: ein Namensträger von 291 bis 292 sowie ein anderer Tiberianus von 303 bis 304. Im Vorwort der vita Aureliani schildert „Vopiscus“, wie ihm Tiberianus während des Festes der Hilaria (am 25. März), „wenn bekanntlich alles, was man sagt und tut, scherzhaft gemeint ist“, den Auftrag zur Abfassung mehrerer Kaiserviten gegeben habe. Aufschlussreich und geradezu bezeichnend für den doppelbödigen Charakter der Historia Augusta ist dabei der zweifellos fiktive (und ironische) Rat des Tiberianus: „Du magst unbesorgt erzählen, was Du willst. Du wirst dich mit deinen Lügen in Gesellschaft von Leuten befinden, die wir als Meister der historischen Prosa bewundern.“
Die Forschung geht überwiegend davon aus, dass der Autor der Historia Augusta Heide war und die Viten um 400 verfasst hat. Im Kontext der Auseinandersetzung zwischen christlichen und paganen Vorstellungen in der Regierungszeit des Theodosius wurde daher oft als Verfasser eine Person aus dem Umfeld des Quintus Aurelius Symmachus und des Virius Nicomachus Flavianus erwogen, den beiden führenden Persönlichkeiten der heidnischen Senatsaristokratie am Ende des 4. Jahrhunderts. Bisweilen wurde sogar Nicomachus Flavianus selbst als Verfasser vermutet, was aber spekulativ bleiben muss. 2007 plädierte Stéphane Ratti wieder für Nicomachus Flavianus, der auch ein heute verlorenes Geschichtswerk mit dem Titel Annales verfasst hat. Dagegen argumentierte Michel Festy für dessen Sohn, Nicomachus Flavianus den Jüngeren, und eine Abfassung im frühen 5. Jahrhundert, wobei für Festy die heidnisch-senatorische Haltung eher einen Reflex auf die Vergangenheit darstellt.
In jüngerer Zeit wurde als Autor sogar Eusebius von Nantes vorgeschlagen, der von einigen Forschern als Verfasser der sogenannten Enmannschen Kaisergeschichte betrachtet wird.

## Inhalt und Tendenz

### Ursprünglicher Umfang
Die Viten für die Zeit zwischen 244 und 253 sind nicht überliefert, die Lebensbeschreibung Valerians (253–260) ist nur fragmentarisch erhalten, ebenso fehlt ein Teil der Vita des Gallienus (260–268). Im Allgemeinen wird angenommen, dass diese in beiden erhaltenen Handschriftenklassen auftretenden Textlücken auf einen gemeinsamen verstümmelten Archetyp zurückgehen müssen. In der Forschung wurde jedoch auch erwogen, dass diese Lücken vielleicht vom Verfasser der Historia Augusta beabsichtigt waren.
Unbekannt ist ferner, ob der Autor, um die Lücke zwischen seinen Viten und den Viten Suetons zu füllen, auch die Regierungszeit der Kaiser Nerva und Trajan behandelt hat, da der Anfang der Historia Augusta vermutlich nicht erhalten ist: „Für antike Verhältnisse ist der Auftakt der Historia Augusta ohne thematische Einleitung oder ein widmendes Vorwort des Autors sehr abrupt“, so Jörg Fündling. Vermutlich fehlen demnach mit dem Anfang des Werks das zu erwartende Proömium und die Viten Nervas, Trajans sowie des Usurpators Nigrinus.

### „Schlechte und gute Kaiser“ – das Gegensatzpaar Elagabal und Severus Alexander

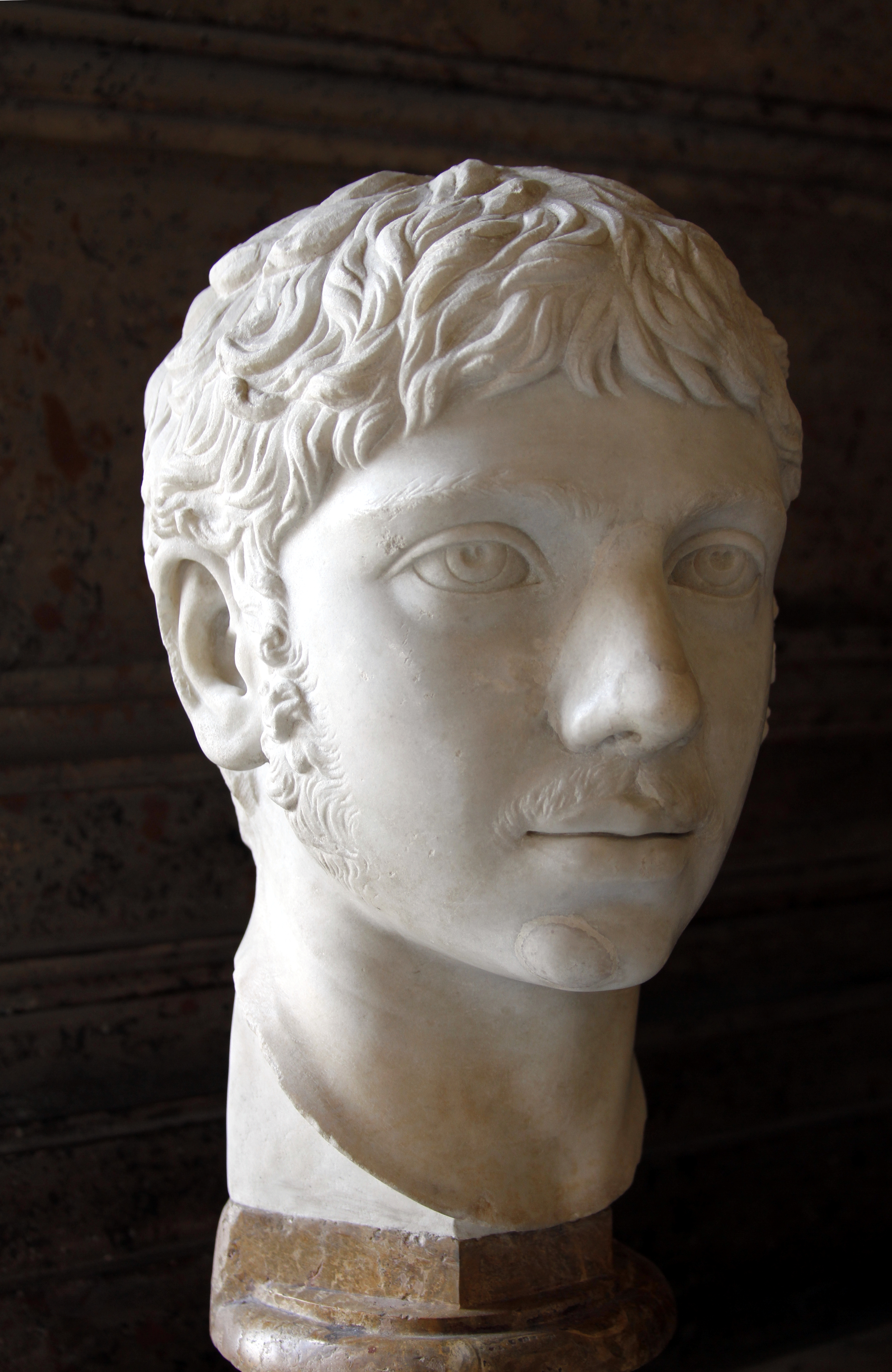
Büste des Elagabal

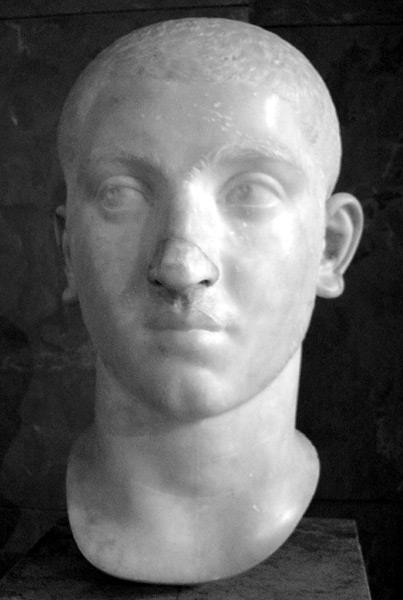
Büste des Severus Alexander im Louvre.

## Datierung

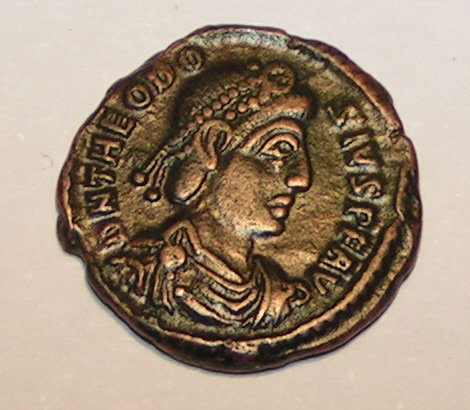
Theodosius I.

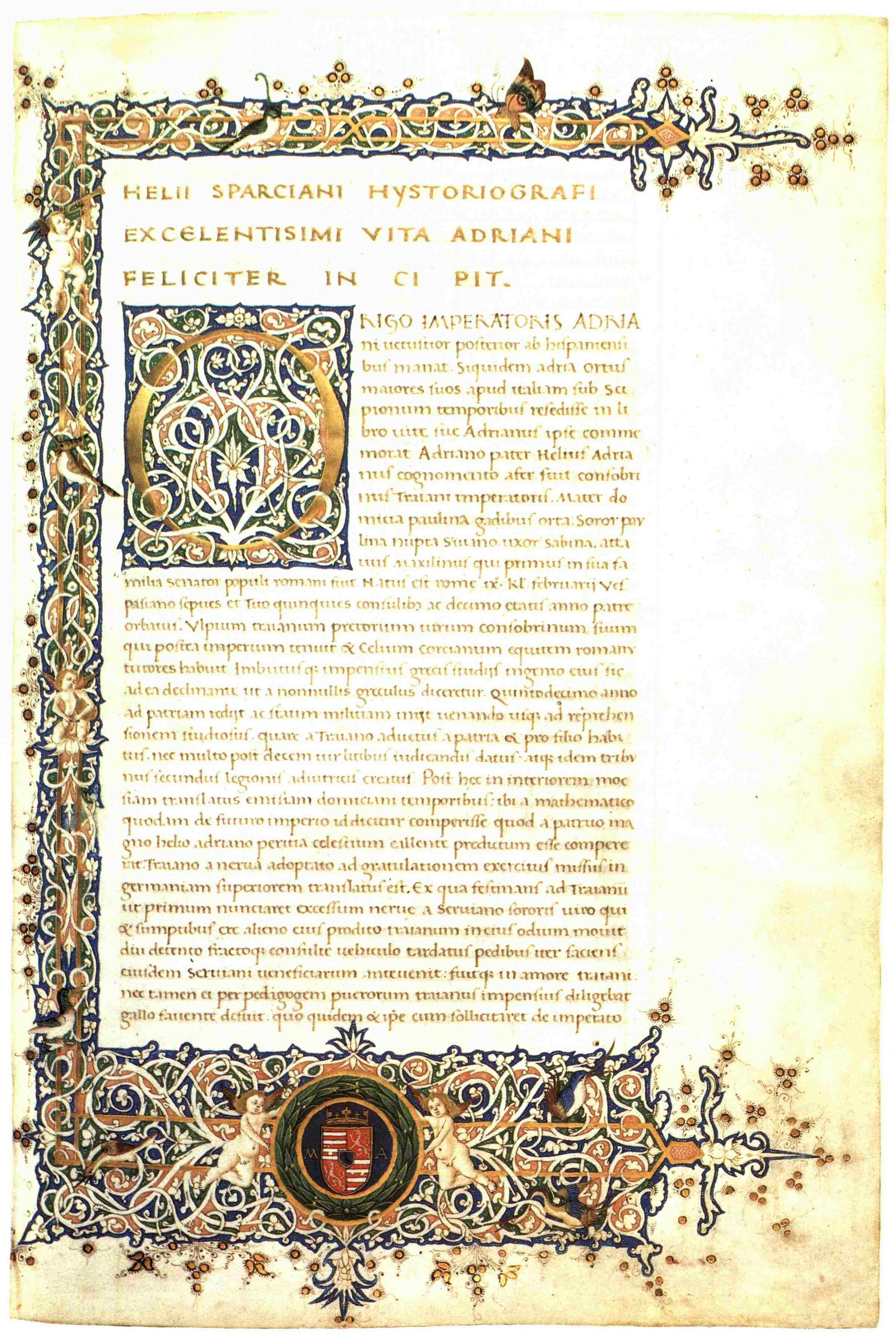
Der Anfang der Hadriansvita der Historia Augusta in der Handschrift Budapest, Egyetemi Könyvtár, Cod. Lat. 7 (um 1460/1470)